# Puccinia levis
Puccinia levis ist eine Ständerpilzart aus der Ordnung der Rostpilze (Pucciniales). Der Pilz ist ein Endoparasit von Süßgräsern des Tribus Paniceae. Symptome des Befalls durch die Art sind Rostflecken und Pusteln auf den Blattoberflächen der Wirtspflanzen. Sie kommt von den südlichen USA bis nach Argentinien vor.

## Merkmale

### Makroskopische Merkmale
Puccinia levis ist mit bloßem Auge nur anhand der auf der Oberfläche des Wirtes hervortretenden Sporenlager zu erkennen. Sie wachsen in Nestern, die als gelbliche bis braune Flecken und Pusteln auf den Blattoberflächen erscheinen.

### Mikroskopische Merkmale
Das Myzel von Puccinia levis wächst wie bei allen Puccinia-Arten interzellulär und bildet Saugfäden, die in das Speichergewebe des Wirtes wachsen. Aecien oder Spermogonien der Art sind nicht bekannt. Die dunkel zimt- bis haselnussbraunen Uredien der Art wachsen beidseitig auf den Blättern der Wirtspflanzen. Ihre zimt- bis fast haselnussbraunen Uredosporen sind kugelig bis breitellipsoid, 25–31 × 23–27 µm groß und fein stachelwarzig. Die beidseitig wachsenden Telien sind schwarzbraun, früh unbedeckt und pulverig. Die dunkel haselnussbraunen Teliosporen sind zweizellig, generell längsseptiert, ellipsoid bis breitellipsoid geformt und 31–43 × 26–33 µm groß; ihre Stiele sind farblos und bis zu 175 µm lang.

## Verbreitung
Das bekannte Verbreitungsgebiet von Puccinia levis umfasst Amerika von den südlichen USA bis nach Argentinien.

## Ökologie
Die Wirtspflanzen von Puccinia levis sind diverse Süßgräsern des Tribus Paniceae. Der Pilz ernährt sich von den im Speichergewebe der Pflanzen vorhandenen Nährstoffen, seine Sporenlager brechen später durch die Blattoberfläche und setzen Sporen frei. Die Art verfügt über einen Entwicklungszyklus, von dem bislang lediglich Telien und Uredien sowie deren Wirt bekannt sind; Spermogonien und Aecien konnten dem Pilz nicht zugeordnet werden.